# Tegelsmora
Tegelsmora est une paroisse de l'est de la Suède, située dans le comté d'Uppsala, sur le territoire de la commune de Tierp. Sa superficie est de 11 145 hectares.

## Démographie
| Année      | 1917  | 2006  |
| ---------- | ----- | ----- |
| Population | 2 111 | 2 043 |

## Lieux et monuments
- Église de la fin du XVe siècle. L'intérieur comporte des peintures d'Erik Östensson datant de 1504.